# Hermann Gasse
Hermann Gasse war ein deutscher Fußballspieler.

## Karriere
Gasse kam in den vom Verband Berliner Ballspielvereine durchgeführten Berliner Meisterschaften von 1909 bis 1911 für zwei Berliner Vereine als Stürmer zum Einsatz. Zunächst spielte er für den SC Minerva 93, mit dem er in einer neun Mannschaften umfassenden Liga als Sechstplatzierter abschloss.
Mit dem BTuFC Viktoria 89 gewann er 1911 die Berliner Meisterschaft und kam infolgedessen in zwei Endrundenspielen um die Deutsche Meisterschaft zum Einsatz. Sein Debüt gab er am 21. Mai 1911 in Hamburg beim 4:0-Sieg im Halbfinale über Holstein Kiel. Danach gewann er das am 4. Juni 1911 in Dresden ausgetragene Finale gegen den VfB Leipzig.

## Erfolge
- Deutscher Meister 1911
- Berliner Meister 1911